# Федеральне міністерство фінансів Німеччини
Федеральне міністерство фінансів (нім. Bundesministerium der Finanzen, BMF) — одне з вищих федеральних відомств Федеративної Республіки Німеччина. Його головний офіс розташований у Берліні, а другий — у Бонні. Міністерство очолює федеральний міністр фінансів Ларс Клінгбайль (СДПН).
Міністерство підтримується низкою дорадчих органів, зокрема Науковою консультативною радою, Радою з питань фінансових технологій (фінтех) та Консультативною радою зі сталого фінансування.

## Історія
Федеральне міністерство фінансів є одним із так званих «класичних відомств» разом із міністерствами внутрішніх справ, закордонних справ, юстиції та оборони. Його статус закріплений у Основному законі (статті 112 і 114), що означає неможливість його ліквідації звичайним адміністративним шляхом, на відміну від інших міністерств.
Попередником BMF було Міністерство фінансів Рейху, створене після ліквідації Імперського казначейства у часи Веймарської республіки. Безпосередньо перед створенням міністерства у 1949 році діяла Об’єднана фінансова рада, заснована у 1947 році.
У 1969 році після розпуску Федерального міністерства казначейства частину його повноважень передали Міністерству фінансів. З травня 1971 по грудень 1972 року міністерство було об’єднане з Міністерством економіки й існувало як Федеральне міністерство економіки та фінансів.
Унаслідок Берлінсько-Боннського акту про столицю, міністерство в середині 1990-х років поступово перенесло свою штаб-квартиру з Бонна до Берліна, проте один офіс залишився у Бонні.
З 1998 року міністерство також відповідає за випуск поштових марок із позначенням «Німеччина».

## Повноваження та функції
Федеральне міністерство фінансів відповідає за:
- податкову політику,
- бюджетну політику (державні фінанси),
- фінансову політику у межах ЄС,
- сталий розвиток у сфері державних фінансів (регулярні звіти).

Крім того, міністерство здійснює правовий та технічний нагляд за такими установами:
- Федеральне управління фінансового нагляду (BaFin),
- Федеральне агентство зі стабілізації фінансового ринку (FMSA),
- Федеральне агентство з нерухомості (BImA),
- Федеральне агентство зі спеціальних завдань, пов'язаних з об’єднанням,
- Федеральне центральне податкове управління,
- Федеральний центр інформаційних технологій (ITZBund),
- Головне митне управління.

Згідно з розділом 26 Регламенту федерального уряду, міністр фінансів має право вето щодо всіх рішень уряду, що стосуються фінансів.